# Rockhammar
Rockhammar är en tätort i Lindesbergs kommun med anor från 1500-talet. Sverkestaån rinner genom Rockhammar.

## Historia
På papperet och på kartan finns Rockhammar sedan 1548, då Gustav Vasa anlade Stensta bruk. Därmed började Rockhammars storhetstid.
Redan på 1550-talet kunde Stensta, utanför Rockhammar, framställa stål. Stensta blev det bruk i Sverige som först av alla kunde framställa plåt, som användes främst till bösspipssmide och harnesktillverkning. 
Rockhammar utvecklades till ett storföretag som drev ett tiotal hammarverk och ägde skogar och gruvrätter långt norröver för att tillförsäkra sig leveranser av träkol och malm. Vedevåg och Rockhammar samarbetade en längre tid. Man kan säga att från dessa trakter kom i stort sett alla kanonkulor som gick åt under alla stormaktskrigen. Dessa leveranser tillsammans med de bördiga jordbruken gjorde Fellingsbro socken till en av de rikaste i landet, vilket kyrkan bär vittne om, ty den är jämte Svärdsjös en av de två största landskyrkorna i Sverige.
Vid förra sekelskiftet lades järnbruket ned. Rockhammar levde dock vidare som en trä- och pappersindustri som under 1900-talet. 

### Befolkningsutveckling
| Befolkningsutvecklingen i Rockhammar 1950–2020 | Befolkningsutvecklingen i Rockhammar 1950–2020 | Befolkningsutvecklingen i Rockhammar 1950–2020 | Befolkningsutvecklingen i Rockhammar 1950–2020 | Befolkningsutvecklingen i Rockhammar 1950–2020 |
| ---------------------------------------------- | ---------------------------------------------- | ---------------------------------------------- | ---------------------------------------------- | ---------------------------------------------- |
|                                                |                                                |                                                |                                                |                                                |
| År                                             |                                                |                                                | Folkmängd                                      | Areal (ha)                                     |
| 1950                                           | 1950                                           |                                                | 348                                            |                                                |
| 1960                                           | 1960                                           |                                                | 405                                            |                                                |
| 1965                                           | 1965                                           |                                                | 403                                            |                                                |
| 1970                                           | 1970                                           |                                                | 427                                            |                                                |
| 1975                                           | 1975                                           |                                                | 369                                            |                                                |
| 1980                                           | 1980                                           |                                                | 411                                            |                                                |
| 1990                                           | 1990                                           |                                                | 325                                            | 88                                             |
| 1995                                           | 1995                                           |                                                | 289                                            | 95                                             |
| 2000                                           | 2000                                           |                                                | 255                                            | 100                                            |
| 2005                                           | 2005                                           |                                                | 271                                            | 100                                            |
| 2010                                           | 2010                                           |                                                | 270                                            | 100                                            |
| 2015                                           | 2015                                           |                                                | 265                                            | 67                                             |
| 2020                                           | 2020                                           |                                                | 270                                            | 77                                             |
|                                                |                                                |                                                |                                                |                                                |

## Näringsliv
Rockhammars Bruk AB är idag en del i Billerud Korsnäs AB och har en produktionskapacitet på 140 000 ton mekanisk massa (CTMP).